# Fissurella cumingi
Fissurella cumingi là một loài ốc biển, là động vật thân mềm chân bụng sống ở biển thuộc họ Fissurellidae.

## Miêu tả
The size of an adult shell varies between 80 mm and 100 mm.

## Phân bố
Chúng phân bố ở Pacific Ocean along Chile.